# Ludwig Liebl
Karl Ludwig Georg Liebl (* 13. November 1874 in Waldkirchen; † 11. Februar 1940 in Ingolstadt) war ein deutscher  Mediziner, nationalsozialistischer Ärztefunktionär und Zeitungsverleger.

## Werdegang
Liebl war der Sohn des Landgerichtsassessors Georg Liebl und seiner Frau Babette Widmann. Er besuchte in Passau das königlich humanistische Gymnasium, studierte in München Medizin und ließ sich nach der Promotion in Ingolstadt als praktischer Arzt und Chirurg nieder. Als Facharzt für Frauenkrankheiten und Geburtshilfe eröffnete er eine eigene Klinik und erhielt den Titel Sanitätsrat. Aufgrund seines karitativen und kulturellen Engagements für seinen Geburtsort Waldkirchen machte man ihn dort 1922 zum Ehrenbürger. Mit der gleichaltrigen Waldkirchner Volksdichterin Emerenz Meier verband ihn eine langwährende persönliche Freundschaft, die sich jedoch nicht auf politische Inhalte erstreckte: Liebl war Mitglied der NSDAP („Alter Kämpfer“) und leitete am 14. März 1925 die Wiedergründung der Ingolstädter Ortsgruppe der NSDAP. Dies war die dritte Wiedererrichtung einer NSDAP-Ortsgliederung in Deutschland nach dem Parteiverbot infolge des gescheiterten Hitlerputsches (nach München und Landshut). Zum 12. Mai 1925 trat Liebl selbst der NSDAP bei (Mitgliedsnummer 4.388). In den 1920er Jahren gründete er den Vorgänger-Verein des heutigen Kunstverein Ingolstadts (und den Konzertverein Ingolstadt), dem er bis 1940 als 1. Vorsitzender bestand. 1927 gründete er das NS-Kampfblatt Der Donaubote. 1929 wurde er auf dem Reichsparteitag in Nürnberg zum ersten Vorsitzenden des von ihm initiierten Nationalsozialistischen Deutschen Ärztebundes (NSDÄB) gewählt. Dieses Amt hatte er bis 1932 inne. Bis zu seinem Tod war er Ehrenvorsitzender. Daneben leitete er auch zeitweilig die Ingolstädter Ortsgruppe des NSDÄB.

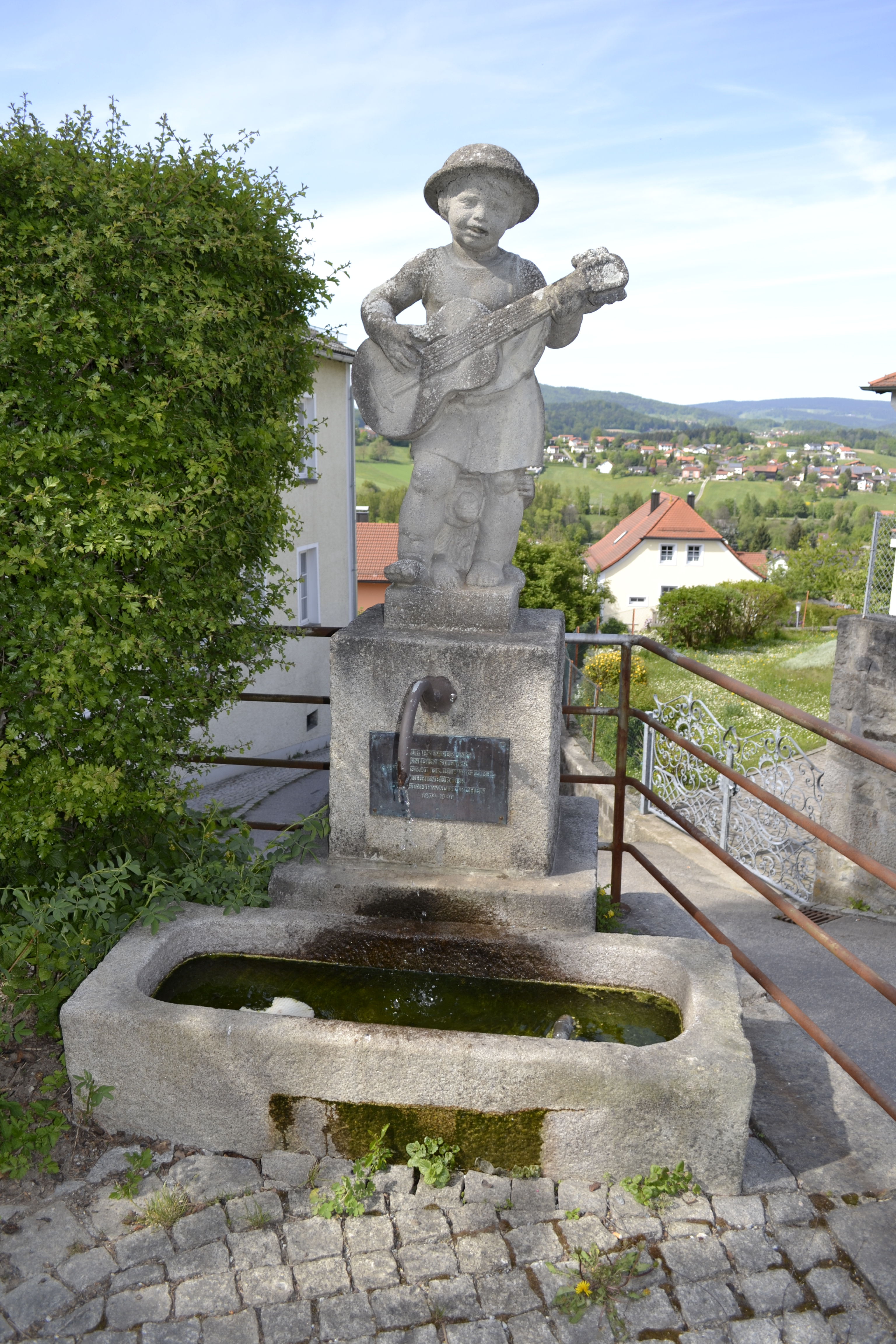
Liebl stiftete diesen Brunnen in seinem Geburtsort Waldkirchen

Liebl war Mitbegründer des Ingolstädter Kunst- sowie Konzertvereins und Ehrenbürger Ingolstadts ab 1934. Bei der Entnazifizierung stufte man ihn postum als Mitläufer ein. Seit 1912 war er mit Theres Hammerschmied verheiratet und hatte mit ihr drei Kinder, Ludwig, Elin und Gertrud. Elin heiratete 1937 Liebls Verlagsleiter, den späteren Donaukurier-Herausgeber Wilhelm Reissmüller.